# 郭養剛
郭養剛（1889年—？年），又名則江，字民原，福建省福州府侯官縣人，宣統三年進士，郭曾炘次子。其妻沈佩芳（婉君），是沈葆桢曾孙女。

## 生平
- 光緒三十四年（1908年）春，入學北洋大學堂工科土木工學門乙班生[5]，宣統三年畢業。
- 宣統三年三月，學部會考北洋大學堂畢業學生，得79.37分[6]
- 宣統三年四月，賞給進士出身，改為翰林院庶吉士[7]。
- 民國元年（1912年）8月22日，委任內務部主事[8]。
- 民國2年（1913年）9月28日，派內政部籌備國慶事務委員[9]。
- 民國2年（1913年）12月24日，委任內務部主事[10]。
- 民國2年（1913年）12月24日，派內務部庶務科辦事[10]。
- 民國5年（1916年）9月8日，照常供職內務部主事[11]。
- 民國5年（1916年）12月27日，派署內務部僉事[12]。
- 民國6年（1917年）2月27日，升用薦任職[13]。
- 民國6年（1917年）3月10日，任命內務部僉事[14]。
- 民國9年（1920年）8月31日，銷差交通部編譯處專任編輯員[15]。
- 民國9年（1920年）8月31日，留部任用交通部[15]。
- 民國9年（1920年）10月26日，派交通部路政司辦事[16]。
  - 同年，派往測量京濟封濟路線[17]。
- 民國16年（1927年）8月5日，派署內務部技正[18]。
- 民國16年（1927年）8月15日，分派內政部土木司辦事[19]。
- 民國16年（1927年）9月6日，任命內政部技正[20]。
- 曾任京津公路副總工程師，北京市政公所考工科主任，華北水利委員會工程師[1]。
- 其後事迹鮮見於記載，惟見《冒鶴亭先生年譜》載1954年4月，其與于去疾、鄭益侯（鄭禮謙）、劉文卿假“喜樂意”聚餐，為冒鶴亭祝壽[21]，另其曾寫成《詹天佑說，火車自動掛鉤是中國工人的發明》一文。